# Дунайска Стреда
 Тази статия е за града в Словакия.  За окръга вижте Дунайска Стреда (окръг).  За футболния отбор вижте Дунайска Стреда (отбор).
Дунайска Стреда (на словашки: Dunajská Streda) е град в югозападна Словакия, административен център на окръг Дунайска Стреда в Търнавски край. Населението му е 22 643 души (по приблизителна оценка от декември 2017 г.).
Разположен е на 118 m надморска височина в Среднодунавската низина, на 41 km югоизточно от столицата Братислава и на 12 km от река Дунав, по която преминава границата с Унгария. Първото споменаване на селището е през 1254 година, когато то е в границите на Унгария. През 1919 – 1938 и 1945 – 1993 година е част от Чехословакия, а от 1993 година – от независима Словакия. В навечерието на Втората световна война в града живеят главно унгарци и евреи, а днес около 80% от жителите са етнически унгарци, 73% са католици.